# Мартін Шкрелі
Мартін Шкрелі ([ˈʃkrɛli]; нар. 17 березня 1983) — американський інвестор та підприємець. Він був засуджений за фінансові злочини, за що відбував понад шість років у федеральній в'язниці та був оштрафований на понад 70 мільйонів доларів. Шкрелі є співзасновником хедж-фондів Elea Capital, MSMB Capital Management та MSMB Healthcare, співзасновником і колишнім генеральним директором фармацевтична компаній Retrophin і Turing Pharmaceuticals, а також колишнім генеральним директором стартапу програмного забезпечення Gödel Systems, який він заснував у серпні 2016 року.
У вересні 2015 року Шкрелі зазнав широкої критики, коли Turing отримала ліцензію на виробництво антипаразитарного препарату Дароприм і підняла його ціну для страхових компаній з 13,50 до 750,00 доларів (USD) за таблетку.
У 2017 році Шкрелі був засуджений у федеральному суді за двома пунктами шахрайства з цінними паперами та одним пунктом змова. Він був засуджений до семи років ув'язнення та до 7,4 мільйонів доларів штрафу. У цивільній справі про антитрестове законодавство Шкрелі був оштрафований ще на 64,6 мільйона доларів, які мають бути виплачені потерпілим. У травні 2022 року він був звільнений достроково з федеральної в'язниці з низьким рівнем безпеки у Алленвуд, Пенсільванія. Він назавжди позбавлений права обіймати посаду керівника будь-якої публічно торгованої компанії.

## Ранні роки
Шкрелі народився в Coney Island Hospital в Нью-Йоркському боро Бруклін 17 березня 1983 року. Його батьки були римо-католиками, і він сказав, що його релігія була "путівною зіркою" для нього, хоча він не вірить у Бога. Його батьки емігрували до Сполучених Штатів з Албанії і працювали прибиральниками. Він, його дві сестри та брат виросли в робітничому районі Шипсхед-Бей, Бруклін. Шкрелі виховували католиком і в дитинстві він відвідував недільну школу.
Шкрелі відвідував Hunter College High School. Джерела розходяться в тому, чи закінчив Шкрелі Hunter або чи був виключений перед останнім курсом і отримав необхідні кредити для отримання диплома про середню освіту через City-As-School High School. Він закінчив програму, яка дала йому можливість стажування в хедж-фонді Cramer, Berkowitz and Company на Волл-стріт, коли йому було 17 років. Шкрелі здобув ступінь бакалавра ділового адміністрування у Baruch College у 2004 році.

## Кар'єра
Протягом часу перебування у Cramer, Berkowitz and Company він рекомендував короткий продаж біотехнічних акцій, він вірив, що це спричинить падіння цін на акції усіх компаній. Коли вони це зробили хедж фонд Крамера дав прибуток. У 2003 році Regeneron Pharmaceuticals випробовували засіб для зниження ваги і дев'ятнадцятирічний Шкрелі передбачив що ціни на акції впадуть. Це передбачення привернуло увагу до Комісії з цінних паперів і бірж США, яка розслідувала знання Мартіна про акції, але не знайшла провини у цьому.

### Заснування хедж фонду
Після чотирьох років у Cramer, Berkowitz and Company Мартін працював аналітиком у Capital Management and UBS Wealth Management. Після цього у 2006 році він застував хедж фонд Elea Capital Management. У 2007 році банк Lehman Brothers подали до суду на Elea у штаті Нью-Йорк через провал покриття «Пут-опціон транзакції» у якій Шкрелі зробив ставку невірним способом на широке падіння ринку. Коли акції зросли Шкрелі не мав коштів щоб уникнути збитків для банку. У жовтні 2007 року Lehman Brothers виграли $2.3 мільйони у судовій справі проти Шкрелі і Elea, але банк Lehman Brothers збанкрутував перш ніж він міг забрати гроші.
У вересні 2009 року Шкрелі відкриває хедж фонд MSMB Capital Management назву якого взяв з ініціалів двох менеджерів засновників, самого Шкрелі і його друг дитинства Марек Біестек
Першого лютого 2011 року у «непокритому» короткому продажі на аккаунті, який проводився з банком Merrill Lynch MSMB Capital продав 32 мільйони акцій фармацевтичної компанії Orexigen Therapeutics за $2.50 за акцію після того як ціни на них впали з $9.09 за акцію, після того як FDA не схвалили ліки Contrave. Коли ціни на акції відновились, MSMB не змогли виправити своє положення хоча говорили банку Merrill Lynch що зможуть. Merrill Lynch втратив 7 мільйонів доларів на торгівлі і MSMB Capital було фактично знищено. Скарга 2015 року компанії Retrophin стверджувала що Шкрелі створив MSMB Healthcare і Retrophin для того, щоб була змога «продовжувати торгувати у випадку якщо MSMB Capital стане неспроможний і для того, щоб створювати актив який може задобрювати інвесторів MSMB Capital»
У 2011 році Шкрелі напарвив запит у FDA на відхилення діагностичного препарату для раку компанії Navidea Biopharmaceuticals і інгаляційного інсуліну компанії MannKind Corporation продаючи акції обидвох компаній. Після таких дій акції обидвох компаній впали. Компанії мали проблеми з запуском своїх препаратів, але при цьому FDA схвалила препарати обох компаній.
У 2011 році MSMB зробив ставку у 378 мільйонів доларів на AMAG Pharmaceuticals. Метью Херпер з журналу Forbes написав що спроба поглинання була «зроблена для специфічної пропозиції звільнення менеджменту компанії і зупинення злиття з Allos Therapeutics. Коли плани на злиття зупинились це зробив шкрелі.»

### Ретрофін
У 2011 Шкрелі заснував біотехнологічну компанію Ретрофін яка займається створенням ліків для рідкісних хвороб
Керівники Ретрофіну вирішили замінити Шкрелі у вересні 2014 року і він подав у відставку. Він був замінений Стефаном Аселагом. В термін перебування на посаді CEO працівники компанії використовувати аккаунти Twitter щоб робити гангстерскі реп жарти і заохочувати «короткі продажі» акції біотехнологічних компаній. Критики стверджували що Шкрелі був розумним, але незрілим та несфокусованим для посади CEO.
Після відставки Шкрелі, Ретрофін почав судовий процес проти Шкрелі на суму $65 млн, заявляючи що він порушував свої обов'язки у використанні коштів компанії і «порушив правила торгівлі акціями і правила безпеки». У позові стверджувалося що Шкрелі погрожував і переслідував колишнього працівника MSMB і його сім'ю.
Шкрелі і деякі його бізнес партнери були під кримінальним розслідуванням прокуратури США Східного округу Нью-Йорка з січня 2015 року. Шкрелі використав п'яту поправку конституції США проти самообвинувачення для того щоб уникнути надання свідчень.
Ім'я Шкрелі є на двох патентах компанії Ретрофін для лікування хвороби Галлервордена — Шпатца.

#### Суперечки щодо цін на ліки Thiola
В травні 2014 Ретрофін придбав права на ліки Thiola для лікування рідкої хвороби Цістінурія. Скоро перед тим як Ретрофін звільнив Шкрелі, Ретрофін збільшив ціни на Thiola з $1.50 до $30 за одну таблетку; клієнти мають приймати від 10 до 15 таблеток на день.
У статті «найбільш недобросовісна ціна на ліки я коли-небудь бачив» медичний хімік Derek Lowe написав про Thiola: «Це мене розлючує і я заробляю на життя дослідженням ліків». Ретрофін не знизив ціни на лікі після відставки Шкрелі.
У лютому 2016 року компанія Imprimis Pharmaceuticals анансувала, що розробила дешевшу альтернативу Thiola і в Травні 2016 року почала продавати дві формули цих ліків.